# テッポウウリ
テッポウウリ(鉄砲瓜、Ecballium elaterium)とはウリ科エクバリウム属の多年草であり、観賞用または薬用に栽培される。
日本名や英名は、この植物の果実が熟すると果汁と共に種子を勢いよく噴射するためこの名がある。

## 生態
多年草で、地中海近辺が原産地である。日本には大正時代に渡来している。
矮性で蔓は伸びず、葉は細かい毛が生えておりごわごわしている。3~11月に小さい黄色の花を咲かせ、細かい毛が生えた灰緑色の楕円形の果実を実らせる。熟すると果汁と共に種子を勢いよく噴射する。熟した果実に少々触れただけでも果汁と種子を勢いよく噴射するので「鉄砲」の名がある。

## 利用
日本の植物園ではほとんど生態の面白さから観賞用に栽培されることが多い。
果汁に若干の毒素を含んでおり、下痢の症状を起こす。これを利用し下剤にする場合がある。